# Tipula laetissima
Tipula laetissima är en tvåvingeart som beskrevs av Alexander 1938. Tipula laetissima ingår i släktet Tipula och familjen storharkrankar. Inga underarter finns listade i Catalogue of Life.